# Руслайнер
«Руслайнер» — серия автобусов малого класса, выпускающихся с 2023 года компанией «Швабе-СпецАвто» на шасси Dongfeng Captain-T.

## Описание
Первой моделью бренда «Руслайнер» стал «Руслайнер-728». Автобус был разработан компанией «Швабе-СпецАвто» — совместным предприятием между нижегородской компанией «Промышленные технологии» (сокр. «Промтех») и холдингом «Швабе» корпорации «Ростех», созданным в 2021 году.
«Руслайнер-728» был разработан на шасси Dongfeng Captain-T. Кузов автобуса каркасный, из металлического профиля. Экстерьер обшит композитными материалами, а интерьер — пластиковыми панелями. Вместимость автобуса составляет 28 мест, 21 из которых — сидячие.
Входная дверь автобуса — механическая распашная. Дверь аварийного выхода, расположенная на задней части — двустворчатая. Ожидается, что серийная версия будет иметь расширенную кабину и автоматическую сдвижную входную дверь.
Автобус оснащён 2,3-литровым четырёхцилиндровым дизельным двигателем Anhui Quanchai Q23-132E60 мощностью 128 л. с. и крутящим моментом 315 Н·м. Коробка передач — пятиступенчатая механическая 5G32 с тросовым механизмом переключения передач. Тормозная система автобуса гидравлическая, с вакуумным усилителем. Передние тормоза автобуса дисковые, а задние — барабанные. Также имеются антиблокировочная система и электронная система контроля устойчивости. Задняя подвеска автобуса пневматическая, а передняя — усиленная.

## Модификации
- «Руслайнер-728» — базовая модель[10][11].
- «Руслайнер-721» — школьный автобус.
- «Руслайнер-58-2» — автобус для перевозки лиц с ограниченными возможностями.
- «Руслайнер-515» — вариант с укороченной колёсной базой.